# Atanarjuat il corridore
Atanarjuat (in lingua inuktitut: ᐊᑕᓈᕐᔪᐊᑦ Atanarjuat), o anche Atanarjuat il corridore è un film del 2001 diretto da Zacharias Kunuk.
Il soggetto è basato su un'antica leggenda inuit tramandata oralmente da tempo immemorabile. In tale leggenda, si narra di un inuit che riesce a sfuggire ad un tentativo di omicidio correndo nudo tra la neve per poi tornare a vendicarsi, ma la trama è più articolata, e coinvolge sentimenti come la gelosia, la vendetta, il perdono ed i caratteri diversi dei vari personaggi. Il film è vincitore della Caméra d'or per la miglior opera prima al 54º Festival di Cannes.

## Trama
Dopo una breve scena al chiuso in una tenda o un iglù dell'accampamento di Iglulik, la storia comincia con la partenza dall'accampamento di Qulitalik, che riceve da sua sorella Panikpak una zampa di coniglio.
Prima di partire, Qulitalik dice che il successore dell'allora capo Kumaglaq dovrà essere Tulimaq, il figlio prediletto del vecchio capo. Tuttavia ciò non succede perché Sauri (l'altro fratello) è invidioso di Tulimaq, e col suo odio attira uno spirito malvagio che appare sotto forma di uno sconosciuto sciamano. Il capo Kumaglaq viene ucciso, il Male si diffonde nell'accampamento ed il comando viene affidato a Sauri, altro fratello di Panikpak, che sarà un capo crudele, padre di Oki e Puja.
Tulimaq oltre a non diventare capo viene perseguitato dalla sfortuna, e spesso non riuscendo a portare cibo a casa per la moglie ed i figli, è costretto a chiedere cibo dagli altri, che deridendolo danno degli avanzi. I suoi figli invece crescendo si dimostreranno molto abili, in quanto uno, Amaqjuat, possiede la dote della forza e l'altro, Atanarjuat, la velocità.
Atanarjuat ama Atuat, che però è stata promessa sposa ad Oki, il figlio del capo Sauri. Infastidito dall'interesse (ricambiato) di Atanarjuat per la sua promessa sposa Atuat, Oki reagisce alle provocazioni di Atanarjat e mette in gioco la sua fidanzata in un duello che si terrà in un grande iglù durante una festa della comunità.
Oki perde il duello e la sposa, e nonostante il suo matrimonio con un'altra donna, porterà segretamente rancore contro la sua ex fidanzata e il suo nuovo marito. Quindi per vendicarsi, fa sì che sua sorella Puja seduca il veloce Atanarjuat. Puja, anche con l'aiuto delle sue arti magiche, riesce a diventare la sua seconda moglie; dall'interno quindi, cerca di mettere discordia in famiglia seducendo anche Amaqjuat e mettendo fratello contro fratello. Fuggita, Puja racconterà a suo padre Sauri che suo marito aveva tentato di ucciderla senza motivo, quindi torna a casa fingendosi pentita, riuscendo a farsi perdonare da tutti.
Quindi Sauri, credendo che la figlia abbia subito un affronto, organizza in segreto l'uccisione di Atanarjuat e per evitare vendette, anche del forte Amaqjuat. Allo scopo, Puja si occupa di allontanare le mogli dei due fratelli, mentre Oki e i suoi due amici realizzano l'agguato. Però Atanarjuat riesce a fuggire, e sebbene nudo tra i ghiacci, si allontana dai suoi assassini correndo fino alla banchisa, che si sta sciogliendo per l'imminente estate. Libero dai vestiti riesce a non cadere nell'acqua e segue le indicazioni dello spirito di Kumaglaq, il vecchio capo, fin quando si accascia per il freddo mentre i suoi inseguitori tornano indietro a prendere i cani. Atanarjuat viene trovato e tenuto nascosto da Qulitalik (il fratello di Panikpak la cui partenza aveva dato inizio al film) e la sua famiglia.
Intanto Sauri, poiché il figlio non è riuscito a trovare il corpo di Atanarjuat provandone la morte, non dà al proprio figlio il permesso di sposare Atuat, anche perché dice di sentire che il suo spirito è vivo. Per questo Oki uccide il padre dicendo che si è ferito da solo, e diventa a sua volta il capo. Sorprendentemente non sposa Atuat, ma lascia lei e Panikpak (sua stessa nonna) a vivere da sole in miseria, non volendo avere a che fare con la donna che l'aveva rifiutato.
Col ritorno dell'inverno i ghiacci sono più spessi e forti, e Atanarjuat accompagnato dai suoi soccorritori può tornare indietro, riabbracciando Atuat ed umiliando Puja. Ma Oki, sotto un incantesimo fatto da Qulitalik che gli aveva fatto mangiare un coniglio stregato (usando la zampa di coniglio che aveva ricevuto dalla sorella all'inizio della storia), non reagisce e stranamente accoglie amichevolmente Atanarjuat.
Quest'ultimo organizza una festa in un grande iglù, ma vuole che Oki ed i suoi due amici entrino per primi nell'iglù, per liberarsi dai vecchi rancori. Avendo gli assassini di suo fratello dentro l'iglù, esce fuori con la scusa di un bisogno fisiologico ma rientra armato di un osso con cui, picchia Oki e gli altri, ma risparmiandoli.
Quella stessa sera, Panikpak e Qulitalik di nuovo insieme esorcizzeranno il demone che da tempo perseguita l'accampamento, ma per il bene delle generazioni future, cacciano Puja, Oki ed i suoi amici.
Il finale, che termina con un perdono (e l'esilio) è meno cruento rispetto alla vera leggenda, nella quale la vendetta si consuma con la morte degli aggressori. Ma come spiega lo stesso regista Zacharias Kunuk, il finale è stato cambiato su idea di Paul Apak perché più adatto come insegnamento, e comunque non senza il consenso degli anziani.

## Personaggi
Gli attori ed i relativi personaggi.

### Famiglia di Atanarjuat
- Natar Ungalaaq: Atanarjuat (il fratello veloce)
- Pakak Innuksuk: Amaqjuaq (il fratello forte)
- Neeve Irngaut: Uluriaq (moglie di Amaqjuaq)
- Felix Alaralak: Tulimaq (padre dei due fratelli)
  - Stephen Qrunnut: Tulimaq da giovane
- Bernice Ivalu: Kumaglaq (figlio di Atanarjuat, che porta il nome dello nonno, lo sciamano ucciso)

### Famiglia di Oki
- Peter-Henry Arnatsiaq: Oki (il figlio del capo, Sauri)
- Lucy Tulugarjuk: Puja (sorella di Oki e seconda moglie di Atanarjuat)
- Apayata Kotierk: Kumaglak (capo/sciamano ucciso che appare in varie scene come spirito)
- Madeline Ivalu: Panikpak (moglie di Kumaglak e sorella di Qulitalik)
  - Mary Angutautuk: Panikpak da giovane
- Pauloosie Qulitalik: Qulitalik, il fratello partito
  - Charlie Qulitalik: Qulitalik da giovane
- Mary Qulitalik: Niriuniq
- Eugene Ipkarnak: Sauri (il capo malvagio)
  - Eric Nutarariaq: Sauri da giovane

### Altri
- Sylvia Ivalu: Atuat (prima moglie di Atanarjuat)
- Abraham Ulayuruluk: Tungajuaq (lo spirito malvagio, che appare in forma di sciamano)
- Luke Taqqaugaq: Pittiulak (amico di Oki)
- Alex Uttak: Pakak (amico di Oki)

## Il caso cinematografico
Il film rappresenta un caso cinematografico importante, perché non solo descrive la vita del popolo inuit, ma è girato in lingua inuit (con sottotitoli in varie lingue), ed è anche il primo film di un regista inuit (Zacharias Kunuk) che narra del suo popolo. Gli attori provengono tutti da Iglulik, anche perché la lingua del popolo Inuit presenta numerose variazioni geografiche. Essendo stato creato per i giovani inuit moderni per capire la loro cultura e la lingua antica, in ogni fase di creazione del film si sono consultati gli anziani sulla lingua, i modi di vita ed altri particolari.

## Insegnamenti e morale
Gli inuit avevano molto tempo da dedicare a raccontarsi storie, dato che durante la stagione invernale passavano molto tempo insieme. La notte invernale è sempre più lunga man mano che ci si avvicina al Polo, ed il freddo impediva le attività di caccia estiva per cui per molto tempo si stava insieme consumando le provviste dell'estate. Questo può spiegare come una storia tramandata oralmente possa essere tanto ricca e complessa. Le storie degli inuit spesso hanno una morale e degli insegnamenti volti a tramandare ai giovani dei valori che permettono alla comunità di sopravvivere in condizioni tanto estreme. Alcuni dei valori importanti che si deducono anche dalla leggenda di Atanarjuat, e sono:
- l'unità della comunità: con l'arrivo del misterioso sciamano, gli abitanti dell'accampamento in cui ha luogo la vicenda non collaborano tutti insieme, ma ognuno caccia per sé o si creano delle bande e nascono inimicizie. In un ambiente ostile come quello dell'Artico, ogni energia individuale è importante e deve essere coordinata con quella degli altri per avere la massima resa
- il perdono: nella vicenda, il protagonista perdona il tradimento della moglie con il proprio fratello, e così fa la moglie del fratello perdonando il marito. Questo va visto nell'ottica del punto precedente: le divisioni, anche se dovute a gelosie e tradimenti difficili da perdonare possono causare la non collaborazione e la messa a rischio dei singoli individui o addirittura di tutto un gruppo.

Come accennato sopra, non rientra nella morale del perdono il fatto che Atanarjuat abbia perdonato gli assassini del fratello, perché questo finale è stato modificato appositamente per il film ed i tempi moderni. Probabilmente si può interpretare la loro uccisione (nella leggenda originale) o il loro allontanamento (nel film) come un monito per chi 
non rispetta le regole vitali della convivenza e probabilmente non le rispetterà neanche se perdonato, mettendo a rischio il proprio gruppo.